# Eleven-Plus
O eleven-plus (11-plus) é um exame destinado a alguns estudantes na Inglaterra e Irlanda do Norte em seu último ano do ensino primário, que rege a admissão em escolas de gramática e outras escolas secundárias que usam a seleção acadêmica. O nome deriva da faixa etária para entrada secundária: 11 a 12 anos.
O eleven-plus foi usado em toda a Inglaterra e no País de Gales, mas agora é usado apenas em condados e cidades da Inglaterra que oferecem escolas seletivas em vez de escolas abrangentes. Também conhecido como "o teste de transferência", é especialmente associado ao Sistema Tripartido, que estava em uso desde 1944 até ter sido extinto na maior parte do Reino Unido em 1976.
O exame testa a capacidade do aluno de resolver problemas usando um teste de raciocínio verbal e raciocínio não verbal, com a maioria dos testes agora oferecendo também artigos em matemática e inglês. A intenção era que o eleven-plus fosse um teste geral para inteligência semelhante a um teste de QI, mas com a adição de testes para habilidades curriculares ensinadas. O teste agora mede a aptidão para o trabalho escolar.
Introduzido em 1944, o exame foi usado para determinar que tipo de escola o aluno deveria frequentar após o ensino primário: uma escola primária, uma escola secundária moderna ou uma escola técnica. A base do Sistema Tripartido era a ideia de que as habilidades eram mais importantes do que os recursos financeiros para determinar que tipo de escola uma criança deveria receber: habilidades diferentes exigiam uma educação diferente.

## Dentro do sistema tripartido
O sistema de educação tripartite, com uma vertente acadêmica, técnica e funcional, foi criado na década de 1940. O pensamento educacional predominante na época era que o teste era uma maneira eficaz de descobrir em qual linha a criança era mais adequada. Os resultados do exame seriam usados para combinar as escolas secundárias das crianças com suas habilidades e necessidades futuras de carreira.
Quando o sistema foi implementado, as escolas técnicas não estavam disponíveis na escala prevista. Em vez disso, o Sistema Tripartido passou a ser caracterizado pela competição acirrada por lugares nas prestigiosas escolas de gramática. Como tal, o eleven-plus assumiu um significado particular. Em vez de alocar de acordo com a necessidade ou capacidade, ele se tornou uma questão de aprovação ou reprovação. Isto levou ao exame tornar-se amplamente ressentido por alguns, embora fortemente apoiado por outros.

### Estrutura
A estrutura dos eleven-plus variou ao longo do tempo e entre os diferentes condados que a usaram. Geralmente, consistia em três artigos:
- Aritmética - Um teste aritmético mental.
- Escrita - Uma questão dissertativa sobre um assunto geral.
- Solução geral de problemas - Um teste de conhecimento geral, avaliando a capacidade de aplicar lógica a problemas simples.

Alguns exames têm:
- Não-verbal
- Verbal

A maioria das crianças recebeu os onze anos no último ano do ensino fundamental: geralmente aos 10 ou 11 anos. Em Berkshire e Buckinghamshire também foi possível fazer o teste um ano antes   - um processo denominado os dez mais ; mais tarde, o teste de Buckinghamshire foi chamado de doze mais e levado um ano depois do habitual.
Originalmente, o teste era voluntário; a partir de 2009, cerca de 30% dos estudantes na Irlanda do Norte não se sentam para isso.
Na Irlanda do Norte, os alunos obtiveram notas nos seguintes rácios para os alunos que participaram no exame: A (25%), B1 (5%), B2 (5%), C1 (5%), C2 (5%), D (55%) e não havia distinção oficial entre notas de aprovação e notas de reprovação.

## Prática corrente

Áreas e grupos de gramática na Inglaterra, conforme identificado pelos Regulamentos de Educação (Grammar School Ballots) de 1998. LEAs consideradas áreas gramaticais são mostradas em vermelho sólido, enquanto manchas vermelhas indicam escolas de gramática isoladas ou grupos de escolas vizinhas.

Existem 164 escolas de gramática em várias partes da Inglaterra e 69 na Irlanda do Norte. Nos condados em que ainda sobrevivem vestígios do Sistema Tripartido, o eleven-plus continua a existir. Hoje é geralmente usado como um teste de entrada para um grupo específico de escolas, em vez de um exame geral para todos os alunos, e é feito voluntariamente. Para mais informações, veja o artigo principal sobre escolas de gramática.
Eleven-plus e outros exames similares variam em todo o país, mas usarão alguns ou todos os componentes a seguir:
- Raciocínio Verbal (VR)
- Raciocínio não verbal (NVR)
- Matemática (MA)
- Inglês (EN)

Testes eleven-plus foram realizados em setembro do último ano letivo das crianças, com resultados fornecidos aos pais em outubro para permitir a inscrição em escolas secundárias. Em Lincolnshire, as crianças irão participar no Raciocínio Verbal e no Raciocínio Não-Verbal. Em Buckinghamshire, as crianças realizam testes em Raciocínio Verbal, Matemática e Raciocínio Não-Verbal. Em Kent, onde o teste de mais de 11 anos é mais conhecido como Teste de Kent, as crianças sentam-se em todas as quatro disciplinas acima; no entanto, o documento em inglês será usado apenas em circunstâncias de recurso. No London Borough of Bexley de setembro de 2008, após uma consulta pública, os alunos que fazem o exame Eleven-Plus só precisam fazer um trabalho de matemática e raciocínio verbal. Em Essex, onde o exame é opcional, as crianças sentam-se em Raciocínio Verbal, Matemática e Inglês. Outras áreas usam combinações diferentes. Algumas autoridades / áreas operam um sistema opt-in, enquanto outras (como Buckinghamshire) operam um sistema de opt-out, onde todos os alunos são inscritos, a menos que os pais decidam optar por sair. Na área de North Yorkshire, Harrogate / York, as crianças são obrigadas a fazer apenas dois testes: Raciocínio Verbal e Não Verbal.
Escolas independentes na Inglaterra geralmente escolhem crianças com 13 anos de idade, usando um conjunto comum de trabalhos conhecidos como o Exame de Entrada Comum. Cerca de dez pessoas escolhem o eleven; usando artigos em Inglês, Matemática e Ciências. Estes também têm o nome do exame de admissão comum.

### Pontuação
| Autoridade / consórcio            | Significar | Desvio padrão |
| --------------------------------- | ---------- | ------------- |
| Bishop Wordsworth                 | 100        | 15            |
| Chelmsford                        | 100        | 15            |
| Dover Grammar School para meninos | 100        | 15            |
| Folkestone                        | 100        | 15            |
| Gloucester                        | 100        | 15            |
| Harvey                            | 100        | 15            |
| Heckmondwike                      | 100        | 15            |
| Escola Henrietta Barnett          | 100        | 15            |
| Kendrick School                   | 100        | 15            |
| Mayfield                          | 100        | 15            |
| Escola de leitura                 | 100        | 15            |
| Redbridge                         | 100        | 15            |
| The Latymer School                | 100        | 15            |
| Consórcio Torbay e Devon          | 100        | 15            |
| Meninos West Midland              | 100        | 15            |
| Meninas do Midland ocidental      | 100        | 15            |
| Buckinghamshire                   | 100        | 43            |
| Dama Alice Owen                   | 106        | 15            |
| Consórcio Slough                  | 106        | 15            |
| Sudoeste                          | 106        | 15            |
| Bexley                            | 200        | 30            |
| Consórcio King Edwards            | 200        | 30            |
| Warwickshire                      | 200        | 30            |
| Câmara Municipal de Wirral        | 234        | 15            |
| Altrincham                        | 315        | 30            |
| Venda                             | 318        | 30            |
| Stretford                         | 327        | 30            |
| Urmston                           | 328        | 30            |

Curva de distribuição normal que ilustra os desvios padrão. Esta ilustração apresenta apenas a escala "Wechsler", em que as pontuações são escalonadas com uma média de 100 e desvio padrão de 15.

A Inglaterra tem 164 escolas de gramática, 85% das quais são academias em liberdade para definir seus próprios critérios de admissão individuais, incluindo o tipo de testes de entrada que eles definem e qual ponderação é dada a cada um. As escolas frequentemente formam consórcios para fazer um teste comum ou conseguir que a autoridade local administre, mas apesar disso, pode haver cerca de 70 testes 11+ diferentes por ano em todo o país o que significa que não é mais possível falar sobre o teste eleven-plus como uma entidade única.
As marcas reais desses testes, conhecidas como marcas brutas, nunca são divulgadas, em vez disso, os pais recebem os escores de idade padrão (SAS). Um escore padrão mostra o desempenho do indivíduo em relação à média (média) da população, embora o termo população esteja aberto à interpretação. A GL Assessment, que definiu a maioria dos testes 11+, diz que deveria ser “uma amostra muito grande e representativa de estudantes em todo o Reino Unido”, entretanto as escolas de gramática optaram por padronizar seus testes apenas contra as crianças que se aplicam a elas em um determinado ano, pois isso permite que eles correspondam a oferta à demanda.
Os resultados dos testes seguem uma distribuição normal, resultando na conhecida curva do sino, que prevê de maneira confiável quantos participantes obtêm cada pontuação diferente. Por exemplo, apenas 15,866% pontuam mais do que um desvio padrão acima da média (+ 1σ geralmente representado como 115 SAS), como pode ser visto somando as proporções neste gráfico com base no original fornecido pela MW Toews).
Ao padronizar apenas a coorte de candidatos, uma escola com, por exemplo, 100 vagas que recebe regularmente 800 vagas pode definir uma nota mínima de 115, que seleciona aproximadamente 127 candidatos preenchendo todos os lugares e deixando cerca de 27 na lista de espera. A desvantagem dessa padronização local, como tem sido chamada, é que os pais freqüentemente não percebem que seus filhos estão sendo julgados tanto pelo padrão de outros candidatos quanto por suas próprias habilidades. Isso levou a críticas de alguns setores, como uma animação de cinco minutos no YouTube sobre o tema do teste 11+.
Outra questão com a falta de padrões nacionais nos testes é que impede qualquer comparação entre as escolas. A percepção pública pode ser que somente os alunos que são do padrão da escola primária são admitidos nas escolas de gramática, no entanto outras informações, tais como as tabelas do DfE, questionam a existência de tal padrão. O concurso para lugares na Escola de Gramática de Sutton é extremamente feroz com os candidatos. De acordo com um fórum on-line, houve mais de 2.500 candidatos em 2016. As estatísticas oficiais mostram que 100% das pessoas admitidas na Sutton Grammar School têm "alta prioridade no final da etapa principal 2", em comparação com apenas 44% das pessoas que frequentam a Skegness Grammar School. O boletim da Primavera de 2017 da Grammar Schools Heads Association diz que o governo está considerando um teste de seleção nacional que removeria a falta de consistência entre os diferentes testes 11+.
Entre eles, a GL e a CEM ganham cerca de 2,5 milhões de libras por ano ao definir e marcar os testes 11+. Libertar as marcas brutas traria alguma clareza ao processo de admissão, mas tentativas nesse sentido geralmente não tiveram sucesso. A GL utilizou o fato de que eles não são cobertos pela legislação de Liberdade de Informação para reter informações feitas para informações relativas aos exames 11+ usados pela Altrincham Grammar School for Boys, que declarou: “Nosso examinador, GL A Assessment Limited (GL) não está sujeita à Lei de Liberdade de Informação 2000 (FOI), pois não é um órgão público”. Enquanto a principal rival da CEM argumentou com sucesso no tribunal que um dos benefícios de seu teste 11+ é que é 'prova de tutor' e liberar as marcas brutas prejudicaria esse ponto de venda exclusivo.
Quando uma pontuação padrão é calculada, os resultados são um valor negativo para quaisquer valores abaixo da média. Como pareceria muito estranho receber uma pontuação negativa, Goldstein e Fogelman (1974)  explicam: “É comum 'normalizar' as pontuações, transformando-as em uma distribuição com uma média de 100 e um desvio padrão de 15. " Assim, um SAS normalizado de 100 indica a realização média (média), enquanto uma pontuação de 130 seria dois desvios padrão acima da média. Pontuação obtida por apenas 2,2% da população. A maioria das autoridades, mas não todas, se normalizam seguindo esta convenção. A tabela a seguir mostra os valores de normalização usados por alguns para a entrada de 2017 (testes realizados em 2016).

### Irlanda do Norte
O sistema na Irlanda do Norte diferia do da Inglaterra. Os últimos eleven-plus foram realizados em novembro de 2008. Uma provisão na Ordem de Educação (NI) 1997 declara que "o Departamento pode emitir e revisar a orientação como achar apropriado para a admissão de alunos em escolas subsidiadas". Citando isso em 21 de janeiro de 2008, a ministra da Educação da Irlanda do Norte, Caitríona Ruane, aprovou novas diretrizes relativas à progressão pós-primária como regulamentação e não como legislação. Isso evitou a necessidade de que as propostas fossem aprovadas pela Assembléia da Irlanda do Norte, onde não havia suporte interpartidário para as mudanças. Algumas escolas, pais e partidos políticos se opõem ao novo marco legal. Como resultado, muitas escolas pós-primárias estão realizando seus próprios exames de admissão.

## Controvérsia

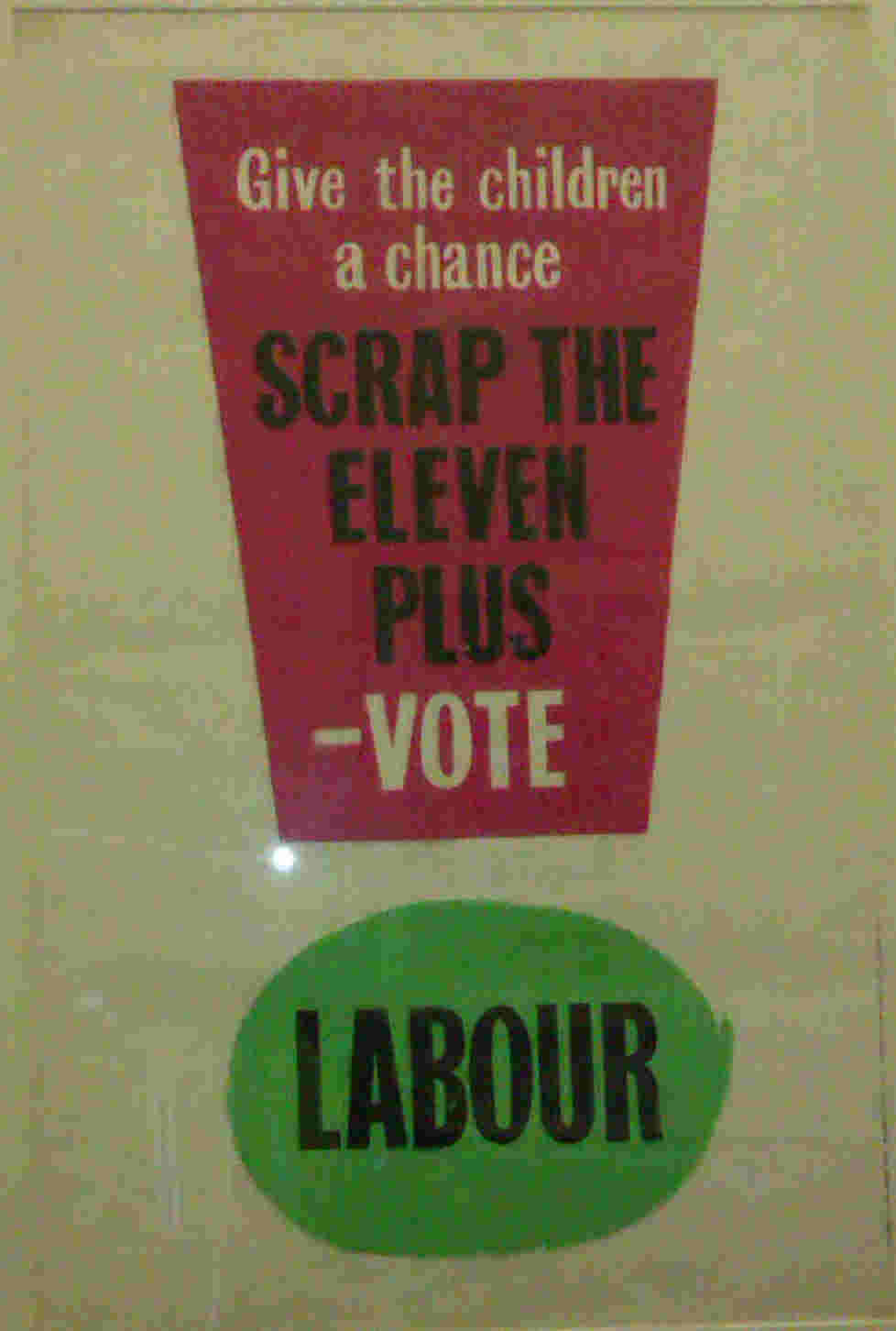
Poster na parede do escritório do Partido Trabalhista em Westminster em 2012

O eleven-plus foi o resultado das grandes mudanças que ocorreram na educação inglesa e galesa nos anos até 1944. Em particular, o Relatório Hadow de 1926 pedia que a divisão do ensino primário e secundário acontecesse à beira da adolescência aos 11 ou 12 anos. A implementação desta ruptura pela Lei Butler parecia oferecer uma oportunidade ideal para implementar o streaming, uma vez que todas as crianças estariam mudando de escola de qualquer maneira. Assim, o teste aos onze emergiu em grande parte como um acidente histórico, sem outras razões específicas para testes nessa idade.
O teste, composto de matemática, Raciocínio Inglês e Verbal não poderia ser aplicado para crianças de dez anos de idade, que não tenham sido treinadas para a realização do mesmo. Um ex-diretor da Manchester Grammar School explicou no The Moral Maze, da BBC Radio 4, que nenhuma criança que não tivesse visto os testes de raciocínio verbal que formavam a base dos eleven-plus antes de tentar, teria uma "esperança no inferno" de passar por eles. Ele dispensou os eleven-plus como "sem valor". Em vez disso, ele usou entrevistas pessoais. As crianças na escola foram perfuradas nos 11-plus até que foi "saindo de suas orelhas". As famílias tinham que jogar o sistema, pequenos livretos estavam disponíveis nas agências de notícias locais que mostravam como passar no exame e continham muitos artigos anteriores com todas as respostas fornecidas, que as crianças aprenderam de forma mecânica.
Críticas aos eleven-plus surgiram em vários campos, embora muitos se relacionassem mais com o sistema educacional mais amplo do que com a seleção acadêmica em geral ou com os onze mais especificamente. As proporções de escolares ganhando um lugar em uma escola de gramática variaram por localização e gênero. 35% dos alunos do Sudoeste asseguraram lugares na escola primária em oposição a 10% em Nottinghamshire. Em algumas áreas, devido à continuidade da escolaridade de pessoas do mesmo sexo nessas áreas, às vezes havia menos vagas para meninas do que para meninos. Algumas áreas eram coeducacionais e tinham igual número de lugares para cada gênero.
Os críticos dos onze anos também alegaram que houve um forte viés de classe no exame. JWB Douglas, estudando a questão em 1957, descobriu que as crianças na fronteira da passagem eram mais propensas a obter vagas na escola primária se viessem de famílias de classe média. Por exemplo, as perguntas sobre o papel de empregadas domésticas ou compositores clássicos eram muito mais fáceis para as crianças de classe média de responder do que para as de origem menos rica ou menos instruída. Em resposta, os onze mais foram redesenhados durante a década de 1960 para se assemelhar mais a um teste de QI. No entanto, mesmo após essa modificação, as escolas de gramática eram frequentadas em grande parte por crianças de classe média, enquanto as escolas secundárias modernas eram frequentadas principalmente por crianças da classe trabalhadora.
Passar – ou não – passar dos onze mais foi um "momento decisivo em muitas vidas", com a educação sendo vista como "a bala de prata para maior mobilidade social". Richard Hoggart afirmou em 1961 que "o que acontece em milhares de lares é que o exame de mais de 11 anos é identificado nas mentes dos pais, não com" o nosso Jimmy é um rapaz esperto e vai ter os seus talentos treinados ", mas" o nosso Jimmy vai se mudar para outra classe, vai conseguir um emprego de colarinho branco ou algo assim.